# Erev shel shoshanim
Erev Shel Shoshanim, en español Tarde de lirios o Tarde de rosas —la palabra hebrea shoshana ha sido identificada con ambas flores—, es una poética canción hebrea de amor inscrita dentro de la música judía. Esta melodía es con frecuencia usada como música en casamientos judíos, como reemplazo de la tradicional música de casamiento. Es no solamente conocida en los círculos israelíes y judíos, sino a través de todo el Medio Oriente y frecuentemente usada su música en la llamada danza del vientre. Ha sido traducida al árabe, en cuyo lenguaje su título es "Yarus (¡Oh, rosa!)".
La música fue compuesta por Yosef Hadar y la letra por Moshe Dor. La canción fue grabada por primera vez en 1957 por la cantante Yafa Yarkoni, y un año más tarde por el dúo HaDuda'im. Su versión tuvo un estrepitoso éxito en Israel. Dudaim recorrió el mundo extensamente en la década de 1960, y “Erev shel shoshanim" se transformó en una de sus canciones internacionales de referencia. Durante las décadas del 60 y 70 fue grabada por varios intérpretes de reconocimiento internacional, como Harry Belafonte, Nana Mouskouri, Daliah Lavi y Miriam Makeba.
En 1966, el coreógrafo israelí Tzvi Hillman creó la primera danza folclórica israelí basada en esta música.

## Original en hebreo
ערב של שושנים

נצא נא אל הבוסתן

מור בשמים ולבונה

.לרגלך מפתן 
לילה יורד לאט

ורוח שושן נושבה

הבה אלחש לך שיר בלאט

.זמר של אהבה
שחר הומה יונה

ראשך מלא טללים

פיך אל הבוקר, שושנה

.אקטפנו לי

## Transliteración en español
Erev shel shoshanim

Netzeh na el habustán

Mor besamim ulevona

Leraglej miftán
Layla iored le'at

Veru'aj shoshán noshvah

Havah eljash laj shir balat

Zemer shel ahavá
Shajar homa ionah

Roshej malé tlalim

Pij el haboker shoshana

Ektefenu li

## Traducción poética en español
Tarde de rosas es

Ven vamos al jardín

Mirra, perfumes e incienso son

Para tus pies un tapiz
La noche desciende lenta

Y la brisa a rosas huele así

Te susurraré una silente melodía

Canto de mi amor por ti
Al alba arrulla una paloma

Tu cabeza de rulos sin fin

Tus labios cual rosa matinal

Los segaré para mí